# Amaya Coppens

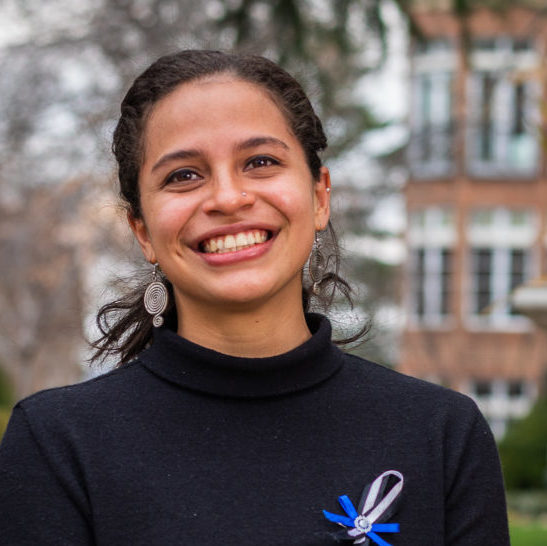
Amaya Coppens (2020)

Amaya Coppens (* 1994 in Brüssel) ist eine belgisch-nicaraguanische Menschenrechtsaktivistin. Sie wurde 2020 mit dem International Women of Courage Award (IWOC) des Außenministeriums der Vereinigten Staaten ausgezeichnet.

## Engagement und Ehrung
Coppens gehört zu den führenden Persönlichkeiten der studentischen Protestbewegung vom 19. April (spanisch Movimiento Universitario 19 de Abril – MU-19A) in Nicaragua. Diese ist Teil der landesweiten Proteste gegen Präsident Daniel Ortega nach einer fünfprozentigen Kürzung der Renten im April 2018. Coppens nahm an zahlreichen Protesten gegen die sandinistische Regierung und die gewalttätigen Maßnahmen ihrer Sicherheitskräfte teil. Nachdem sie an einem friedlichen Protest teilgenommen hatte, wurde sie im September 2018 von der nicaraguanischen Polizei aus ihrer Wohnung entführt. Die angebotene Ausreise nach Belgien lehnte sie ab. Coppens wurde im Juni 2019 freigelassen und sprach sich weiterhin gegen die Regierung des Landes aus. Am 14. November 2019 wurde sie erneut inhaftiert, als sie und zwölf andere Aktivisten versuchten, Müttern politischer Gefangener im Hungerstreik Wasser zu bringen. Coppens und andere politische Gefangene wurden am 30. Dezember 2019 vom Regime freigelassen.
Im März 2020 erhielt Amaya Coppens als erste nicaraguanische Frau den “International Women of Courage Award”. Unter den zwölf Ausgezeichneten des Jahres waren auch Ljussi Kotscharjan aus Armenien und Jalila Haider aus Pakistan. Der Preis wurde ihnen am 4. März 2020 von Außenminister Mike Pompeo und Melania Trump verliehen.